# The Monster Tour
The Monster Tour — спільний концертний тур американського репера Емінема й барбадоської співачки Ріанни.

## Передісторія
Eminem і Ріанна вперше співпрацювали у 2010 на «Love the Way You Lie». Відтоді видали ще 3 спільні пісні: «The Monster» (2013), «Numb» (2012) та «Love the Way You Lie (Part II)» (2010).
У лютому 2014 анонсували майбутній міні-тур. 19 березня 2014 підтвердили його назву (The Monster Tour) і оголосили 3 дати. Квитки надійшли у продаж для широкої публіки 28 березня. 21 березня у зв'язку з великим попитом до туру додали 3 виступи.

## Комерційний успіх
The Monster Tour став 22-им найкасовішим туром року в Північній Америці з $36 млн зборів лише за 6 шоу. Продано 292 516 квитків, середня відвідуваність: 97 505 осіб на місто, середня вартість квитка: $123,07.
Два концерти в MetLife Stadium, Нью-Джерсі, відвідало понад 100 тис. осіб; збори: $12,4 млн, 6-ті найкасовіші збори року в Північній Америці.

## Сет-лист
Сет-лист першого шоу у Пасадені.
1. «Numb»
2. «No Love»
3. «Run This Town»
4. «Live Your Life»
5. «Crack a Bottle»
6. «Won't Back Down»
7. «What Now»
8. «Phresh Out the Runway»
9. «Cake»
10. «Talk That Talk»
11. «Rude Boy»
12. «What's My Name?»
13. «Pour It Up»
14. «Cockiness (Love It)»
15. «Man Down»
16. «You da One»
17. «Wait Your Turn»
18. «Jump»
19. «Umbrella»
20. «All of the Lights»
21. «Rockstar 101»
22. «Where Have You Been»
23. «Stay»
24. «Love the Way You Lie»
25. «3 a.m.»
26. «Square Dance»
27. «Business»
28. «My Dad's Gone Crazy»
29. «Evil Deeds»
30. «Rap God»
31. «Marshall Matters»
32. «Still Don't Give a Fuck»
33. «Criminal»
34. «The Way I Am»
35. «Airplanes»
36. «Stan»
37. «Like Toy Soldiers»
38. «Forever»
39. «Berzerk»
40. «Till I Collapse»
41. «Cinderella Man»
42. «The Real Slim Shady»
43. «Without Me»
44. «Not Afraid»
45. «Diamonds»
46. «We Found Love»
47. «Lose Yourself»
48. «The Monster»

## Дати концертів
| Дата             | Місто            | Країна           | Місце проведення | Відвідуваність   | Дохід            |
| Північна Америка | Північна Америка | Північна Америка | Північна Америка | Північна Америка | Північна Америка |
| ---------------- | ---------------- | ---------------- | ---------------- | ---------------- | ---------------- |
| 7 серпня 2014    | Пасадена         | США              | Rose Bowl        |                  |                  |
| 8 серпня 2014    | Пасадена         | США              | Rose Bowl        |                  |                  |
| 16 серпня 2014   | Іст-Резерфорд    | США              | MetLife Stadium  | 100 420/100 420  | $12 358 850      |
| 17 серпня 2014   | Іст-Резерфорд    | США              | MetLife Stadium  | 100 420/100 420  | $12 358 850      |
| 22 серпня 2014   | Детройт          | США              | Comerica Park    |                  |                  |
| 23 серпня 2014   | Детройт          | США              | Comerica Park    |                  |                  |
| Загалом          |                  |                  |                  |                  |                  |